# Anonconotus
Genre
Anonconotus est un genre de sauterelles de la famille des Tettigoniidae.

## Liste des espèces
Selon Orthoptera Species File (18 septembre 2014) :
- Anonconotus alpinus (Yersin, 1858)
- Anonconotus apenninigenus (Targioni-Tozzetti, 1881)
- Anonconotus baracunensis Nadig, 1987
- Anonconotus ghilianii Camerano, 1878
- Anonconotus italoaustriacus Nadig, 1987
- Anonconotus ligustinus Galvagni, 2002
- Anonconotus mercantouri Galvagni & Fontana, 2003
- Anonconotus pusillus Carron & Sardet, 2002
- Anonconotus sibyllinus Galvagni, 2002

Selon Fauna Europaea (13 décembre 2021) :
- Anonconotus alpinus
- Anonconotus apenninigenus
- Anonconotus baracunensis
- Anonconotus ghilianii
- Anonconotus italoaustriacus
- Anonconotus ligustinus
- Anonconotus mercantouri
- Anonconotus occidentalis
- Anonconotus pusillus
- Anonconotus sibyllinus